# Sainte-Colombe-sur-Gand
Sainte-Colombe-sur-Gand is een gemeente in het Franse departement Loire (regio Auvergne-Rhône-Alpes) en telt 437 inwoners (2013). De plaats maakt deel uit van het arrondissement Roanne.

## Geschiedenis
De gemeente is vernoemd naar de heilige Columba, die volgens de overlevering rond 270-275 een martelaarsdood stierf in de Franse plaats Sens. Ze heeft in de loop van de geschiedenis verschillende namen gekend: Sainte-Colombe-en-Donzy (1680), Sainte-Colombe-en-Beaujolais (1698), Sainte-Colombe-sur-Tarare (1704) en Sainte-Colombe-en-Forez (1748). Op 22 mei 1932 legde de gemeenteraad de naam Sainte-Colombe-sur-Gand, naar het riviertje de Gand dat erdoorheen stroomt, officieel vast.

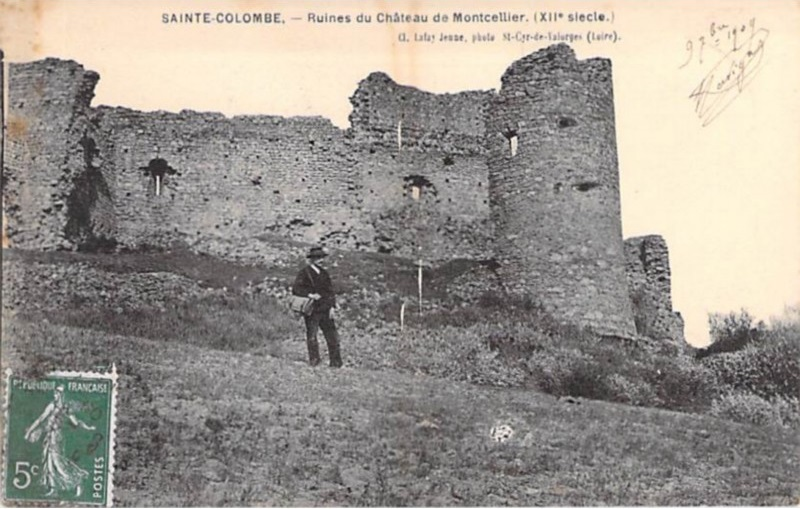
Ruïne van het château de Montcellier in 1909

Sainte-Colombe werd gesticht in de 5e eeuw. Vanaf de middeleeuwen tot de Franse Revolutie was de parochie Sainte-Colombe-sur-Gand in tweeën gedeeld. Het noordelijk deel rondom de Gand hoorde bij de heerlijkheid Beaujeu; het zuiden met het château de Montcellier bij het graafschap Forez. Dit château ligt 1500 meter ten zuiden van de huidige dorpskern en werd rond 1200 gebouwd door de graaf van Forez.
In 1163 wordt Sainte-Colombe in de archieven genoemd als bezit van de Abdij van Ainay in Lyon. Op 30 januari 1201 wordt een Guillaume de Sainte Colombe vermeld, die later een kapel en een grafkelder voor het huis Sainte Colombe stichtte in de kathedraal van Lyon.
In 1222 was de heerlijkheid Sainte-Colombe in het bezit van Arnaud de Saint-Marcel, leenman van de heer van Beaujeu. In 1260 verkocht Guillaume de Cinget samen met zijn vrouw Agathe en hun zoons zijn deel van de tienden in Sainte-Colombe aan de Abdij van Ainay. Het andere deel werd in 1235 aan die abdij geschonken door Bonpar de Saint-Marcel, de waarschijnlijke vader van Agathe.
In december 1229, na een oorlog tussen Humbert V van Beaujeu en Guigues IV van Forez werd Sainte-Colombe aan de laatste toegewezen, op voorwaarde dat hij er geen vesting zou bouwen, "van hout noch van steen". Een kleine eeuw later wordt een Guillard I de Sainte Colombe genoemd. Zijn oudste zoon, Girard, ridder, heer van Sainte-Colombe, baljuw van Forez, kastelein van Nérode, verklaarde op 27 mei 1341 trouw aan graaf Guigues VII van Forez.
In 1529 ontving Etienne de Sainte-Colombe, van Frans I van Frankrijk het recht op een derde markt in Sainte-Colombe. Van de godsdienstoorlogen in Frankrijk heeft Sainte-Colombe geen last gehad. Wel was Etienne de Sainte-Colombe actief betrokken bij campagnes tegen de hugenoten. Eind 16e eeuw bracht koning Hendrik IV een bezoek aan François de Sainte-Colome. In 1595 schreef de koning hem: ‘J'irai taster de ton vin en passant’ (als ik langskom zal ik je wijn proeven).

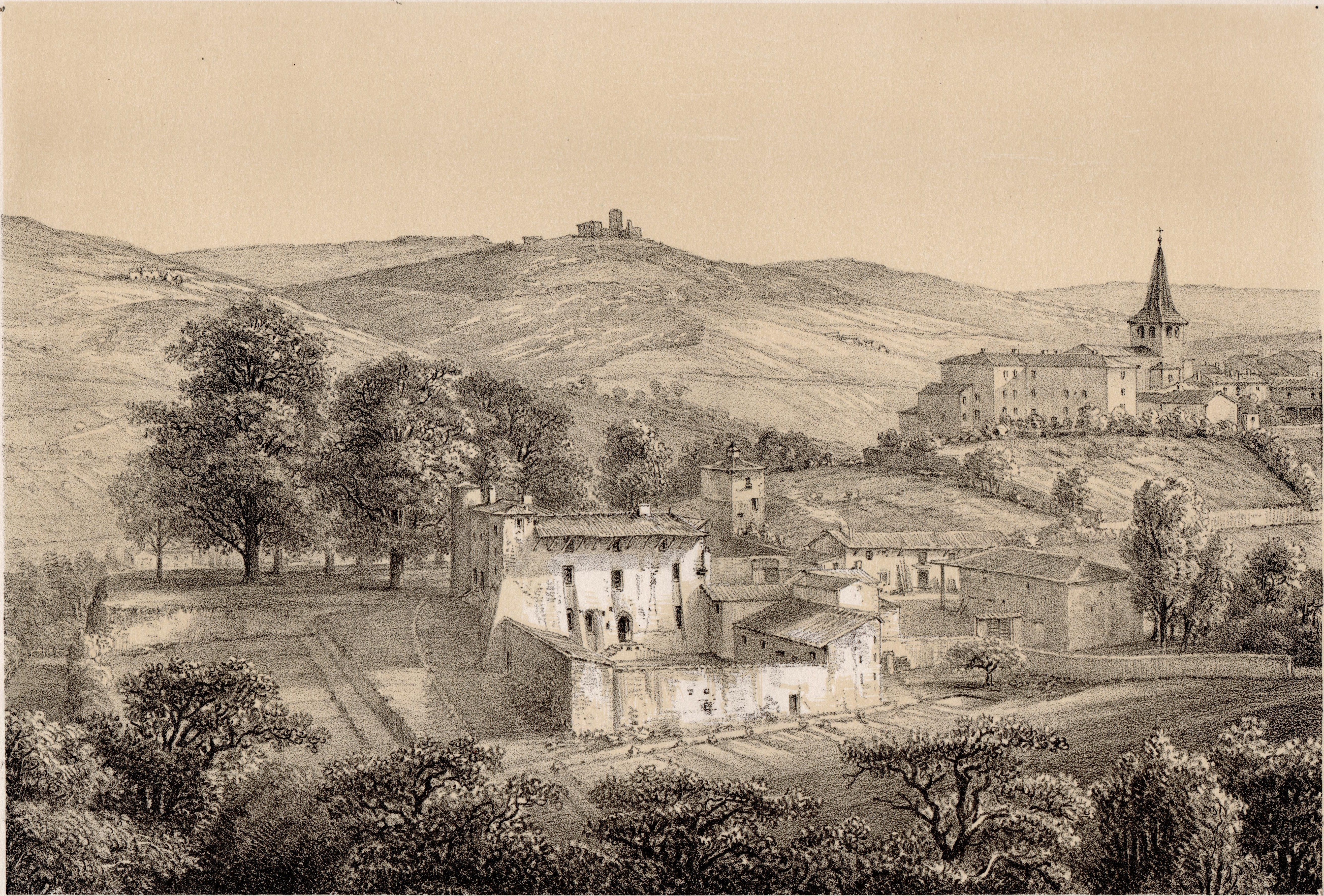
Sainte-Colombe omstreeks 1860. Lithografie door Louis Noirot.

Tijdens de Franse Revolutie werd de heerlijkheid Sainte-Colombe opgeheven. De laatste heer, Jean Louis Eléonor de Sainte-Colombe, werd op 6 januari 1794 als gevolg van de Terreur als landverrader ter dood veroordeeld en geëxecuteerd.
Vanaf de 17e eeuw heeft Sainte-Colombe veel profijt gehad van de opkomende textielindustrie in Lyon en omgeving. Op het hoogtepunt van deze productie, eind 19e eeuw, had Sainte-Colombe 1500 inwoners, telde het vele weef- en borduurateliers en had het vier jaarmarkten. De Almanach National Didot van 1862 noemt Sainte-Colombe een van de ‘grands centres internationaux’ van de mousselineproductie.

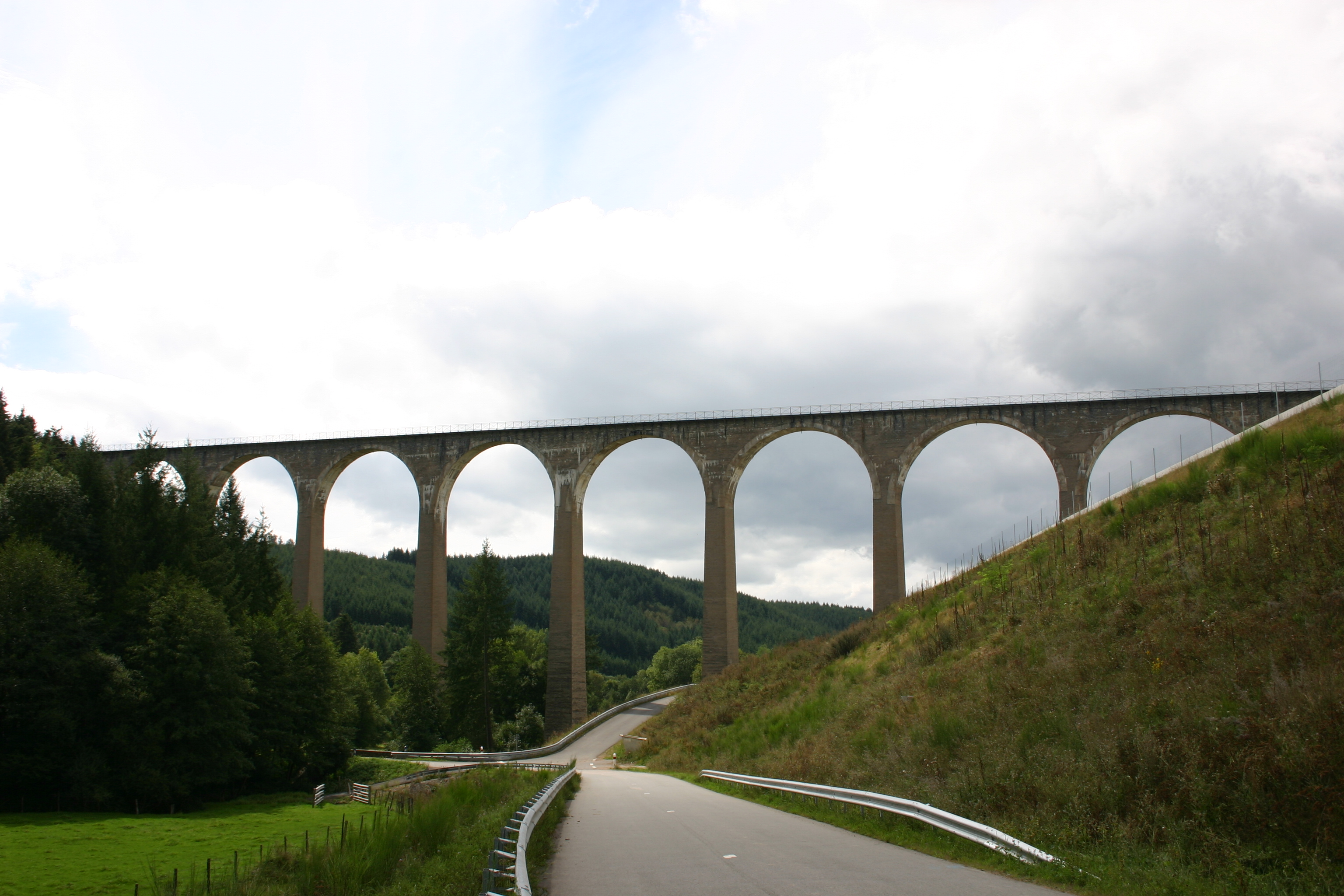
De Pont Marteau.

Na jarenlang geruzie en planmakerij werd tussen 1910 en 1923 de spoorlijn tussen Balbigny en Régny aangelegd, die de Bernand doorkruist, ten westen van het dorp. Op dit punt, op de grens met de gemeente Bussières, werd tussen 1914 en 1922 de Pont Marteau gebouwd. 
Na de Eerste Wereldoorlog nam de textielproductie steeds verder af en vertrokken veel mensen naar de steden. In 1966 sloot de laatste handweverij. Het laatste mousselineatelier, waar op het laatst alleen nog gordijnen en vitrage werd gemaakt, moest in 2007 de deuren sluiten.

## Lijst van burgemeesters van Sainte-Colombe-sur-Gand
- 1791-1795 Antoine Durand
- 1795-1799 Pierre Ratigny
- 1799-1800 Pierre Faye (locoburgemeester)
- 1800-1913 Jean Durand
- 1813-1815 Hugues Dulieu de Chenevoux
- 1815-1821 Jean-Denis Durand
- 1821-1825 Charles Giroud
- 1825-1830 Gaspard Durand
- 1830-1843 Jean-Denis Durand-Coeur
- 1843-1849 Jean Valois
- 1849-1860 Antoine Guyonnet
- 1860-1871 Françis Durand
- 1871-1874 Françis Perrier
- 1874-1876 J.P. Guillard
- 1876-1878 Jacques Perrier
- 1878-1879 Jean-Marie Perrier
- 1879-1884 Pierre Volle
- 1884-1886 Jacques Babe (herkozen in 1886, maar weigerde)
- 1886-1912 Antonin Guyonnet
- 1912-1919 Joanny Guerpillon
- 1919-1929 Joannès Durand
- 1929-1945 Claude Flandre
- 1947-1965 Antoine Dépierre
- 1965-1981 Étienne Guillermain
- 1981-1996 Louis Planus
- 1996-2008 Joseph Delaye
- 2008-2012 Andréa Iacovella
- 2012-2020 Jean-Pierre Bissay

## Geboren
- Mylène Chavas (1998), voetbalster

## Geografie
De oppervlakte van Sainte-Colombe-sur-Gand bedraagt 13,7 km², de bevolkingsdichtheid is 30,7 inwoners per km².
De onderstaande kaart toont de ligging van Sainte-Colombe-sur-Gand met de belangrijkste infrastructuur en aangrenzende gemeenten.

## Demografie
Onderstaande figuur toont het verloop van het inwonertal (bron: INSEE-tellingen).

## Bezienswaardigheden
- Kerk van Sainte-Colombe-sur-Gand
- Château de Sainte-Colombe-sur-Gand
- Pont Marteau